# Croix-Fonsomme
Croix-Fonsomme település Franciaországban, Aisne megyében. Lakosainak száma 187 fő (2022. január 1.). Croix-Fonsomme Étaves-et-Bocquiaux, Fonsomme, Fontaine-Uterte, Fresnoy-le-Grand és Montbrehain községekkel határos.

## Népesség
A település népességének változása:
| Lakosok száma | 242  | 293  | 210  | 229  | 230  | 249  | 257  | 218  | 198  | 187  |
|               | 1968 | 1982 | 1990 | 2006 | 2013 | 2015 | 2017 | 2019 | 2020 | 2022 |